# Johan Ivarsson (ishockeyspelare)
Johan Ivarsson, född 6 juli 1995 i Höör, är en svensk professionell ishockeyspelare (back) som spelar för Färjestad BK i SHL. Hans moderklubb är Frosta HC.

## Meriter
- 2015 - SHL-avancemang med Malmö Redhawks